# Michael Stewart (baron Stewart de Fulham)
Pour les articles homonymes, voir Michael Stewart et Stewart.
Robert Michael Maitland Stewart, baron Stewart de Fulham, né à Bromley le 6 novembre 1906 et mort le 10 mars 1990, est un homme politique britannique, ministre dans les gouvernements de Harold Wilson dans les années 1960.

## Biographie
Unique fils et troisième et dernier enfant du scientifique Robert Stewart et de son épouse Eva, il obtient un diplôme de licence en Philosophie, politique et économie au St John's College de l'université d'Oxford en 1929. Un temps président de la prestigieuse société de débat Oxford Union durant ses études, il devient ensuite enseignant en école secondaire.
Il est candidat malheureux pour le Parti travailliste aux élections législatives de 1931 et de 1935, ainsi qu'à une élection partielle en 1936. Durant la Seconde Guerre mondiale, il est déployé au Moyen-Orient. En 1942 il rejoint le Corps de renseignement de l'Armée de terre britannique ; en 1943 il devient membre du corps de formation des personnels de l'armée, et y est fait capitaine l'année suivante.
Il est élu député de la circonscription de Fulham-est aux élections législatives de 1945, auxquelles le Parti travailliste remporte pour la première fois de son histoire une majorité absolue des sièges à la Chambre des communes. Il est nommé sous-secrétaire d'État à la Guerre dans le gouvernement du Premier ministre Clement Attlee de 1947 à 1951. Le Parti travailliste se trouvant sur les bancs de l'opposition parlementaire après les élections de 1951, Michael Stewart est l'un de ses porte-parole en matière d'éducation (1955-1959) puis de logement (1959-1964).
En 1964 le nouveau Premier ministre travailliste Harold Wilson le fait secrétaire d'État à l'Éducation. Au gré des remaniements ministériels, il devient secrétaire d'État aux Affaires étrangères en 1965, secrétaire d'État aux Affaires économiques en 1966, puis à nouveau secrétaire d'État aux Affaires étrangères et du Commonwealth de 1968 jusqu'à la défaite des travaillistes aux élections de 1970. En 1969 il est décoré de l'ordre des compagnons d'honneur.
Il siège brièvement au Parlement européen de 1975 à 1976. Il quitte la Chambre des communes en 1979 et est anobli, devenant le baron Stewart avec un siège de pair à vie à la Chambre des lords. Il meurt en mars 1990, à l'âge de 83 ans, sans enfant.